# 21526 Mirano
21526 Mirano (1998 MS24) là một tiểu hành tinh vành đai chính được phát hiện ngày 30 tháng 6 năm 1998 ở Farra d´Isonzo.